# Lou Banach

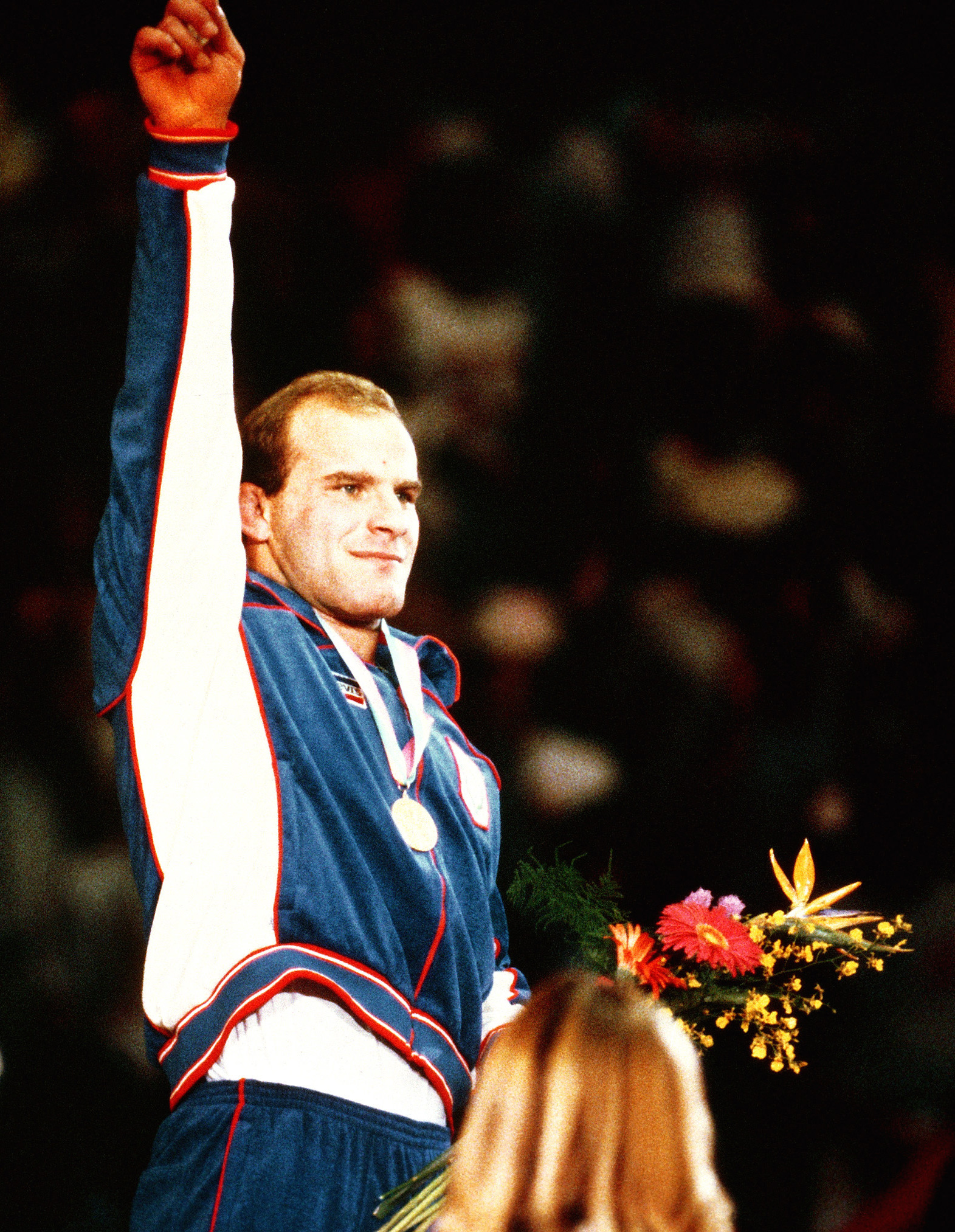
Lou Banach 1984

Louis David Banach (* 6. Februar 1960 in Newton, New Jersey) ist ein ehemaliger US-amerikanischer Ringer. 1984 war er Olympiasieger im freien Stil im Schwergewicht.

## Werdegang
Lou Banach begann zusammen mit seinem Zwillingsbruder Ed und einem weiteren Bruder namens Steve, animiert von den Erfolgen der US-amerikanischen Ringer Dan Gable und den Gebrüdern Peterson bei den Olympischen Spielen in München, 1972 an der Port Jervis High School mit dem Ringen. Er wuchs zu einem stattlichen Schwergewichtler heran, der bei einer Größe von 1,83 Metern knapp 100 kg wog. Wie an den High-Schools und später am College üblich rang er nur im freien Stil. Als größten Erfolg seiner Zeit als High-School-Ringer hat er den Gewinn der Meisterschaft im Halbschwergewicht des Staates New York im Jahre 1977 zu verzeichnen.
Ab 1979 besuchte er die University of Iowa und betätigte sich auch dort sehr erfolgreich mit dem Ringen, wozu er Mitglied des Hawkeye Wrestling Clubs, des Sportclubs der Universität, wurde. Seine Trainer in jenen Jahren waren Mark Fowler und Taymond Holyk, zu denen später noch Dan Gable kam. Lou Banach war ein typischer Universitäten-Ringer, der nur die Wettkämpfe an den Universitäten bestritt. An anderen Meisterschaften war er nicht interessiert. Im Jahre 1981 startete er erstmals bei den sogenannten NCAA-Championships, das sind die US-amerikanischen Studentenmeisterschaften. Diesen Meisterschaften kommt in den Vereinigten Staaten eine enorme Bedeutung zu, weil fast alle US-amerikanischen Spitzenringer aus dem Studentenlager kommen. Er gewann diese Meisterschaft im Superschwergewicht vor keinem Geringeren als Bruce Baumgartner.
1982 kam er bei den NCAA-Championships hinter diesem und Steve Williams auf den 3. Platz und 1983 gewann er bei den NCAA-Championships erneut den Titel im Superschwergewicht, wobei er mit einem Körpergewicht von knapp über 100 kg den 180-kg-Koloss Mitch Sheldon schulterte. Nach der Erringung dieses Titels verließ er die Universität of Iowa und ging zur US-Army. Er trainierte dort in einer Sportschule der US-Military-Academie und übte dort auch schon ein Traineramt aus.
1984 beschloss er sich um die Teilnahme an den Olympischen Spielen in Los Angeles zu bewerben. Er besiegte dazu in dem US-amerikanischen Ausscheidungsturnier (Trials) Greg Gibson. In Los Angeles gewann er dann mit fünf schnellen Schultersiegen über Hayri Sezgin, Türkei, Sarr, Senegal, Wayne Brightwell, Kanada, Toman Honda, Japan und Joseph Atiyeh aus Syrien die Goldmedaille im Schwergewicht. Weder vor, als auch nach diesem Sieg, bestritt er jemals eine weitere internationale Meisterschaft im Ringen.
Nach seinem Olympiasieg trat er im Alter von erst 24 Jahren vom aktiven Ringersport zurück. Er wurde später Trainer an der Pennsylvania State University, musste diesen Posten aber wegen einer schweren Erkrankung aufgeben. Er ist heute Manager in einer Privatfirma in Wisconsin.
Für seine Verdienste um das Ringen wurde er in die "Glen Brand Wrestling Hall of Fame Iowa" aufgenommen.

## Internationale Erfolge
| Jahr | Platz | Wettbewerb        | Gewichtsklasse | Bemerkungen |
| ---- | ----- | ----------------- | -------------- | --- |
| 1984 | Gold  | OS in Los Angeles | Schwer         | mit Siegen über Hayri Sezgin, Türkei, Sarr, Senegal, Wayne Brightwell, Kanada, Toman Honda, Japan und Joseph Atiyeh, Syrien |

## Nationale Erfolge
| Jahr | Platz | Wettbewerbe        | Gewichtsklasse | Bemerkungen                                 |
| ---- | ----- | ------------------ | -------------- | ------------------------------------------- |
| 1981 | 1.    | NCAA-Championships | Superschwer    | vor Bruce Baumgartner und Steve Williams    |
| 1982 | 3.    | NCAA-Championships | Superschwer    | hinter Bruce Baumgartner und Steve Williams |
| 1984 | 1.    | NCAA-Championships | Superschwer    | vor Wayne Cole und Mitch Sheldon            |
| 1984 | 1.    | US-Olympia-Trials  | Schwer         | vor Greg Gibson                             |

Anm.: alle Wettkämpfe im freien Stil, OS = Olympische Spiele, Schwergewicht, damals bis 100 kg, Superschwergewicht, damals über 100 kg Körpergewicht